# Pallanum
 (avril 2024).
Pallanum était une ancienne ville du peuple italique des Frentans, aujourd'hui un site archéologique sur le Monte Pallano, sur le territoire de l'actuel Tornareccio, province de Chieti dans les Abruzzes.

## Historique

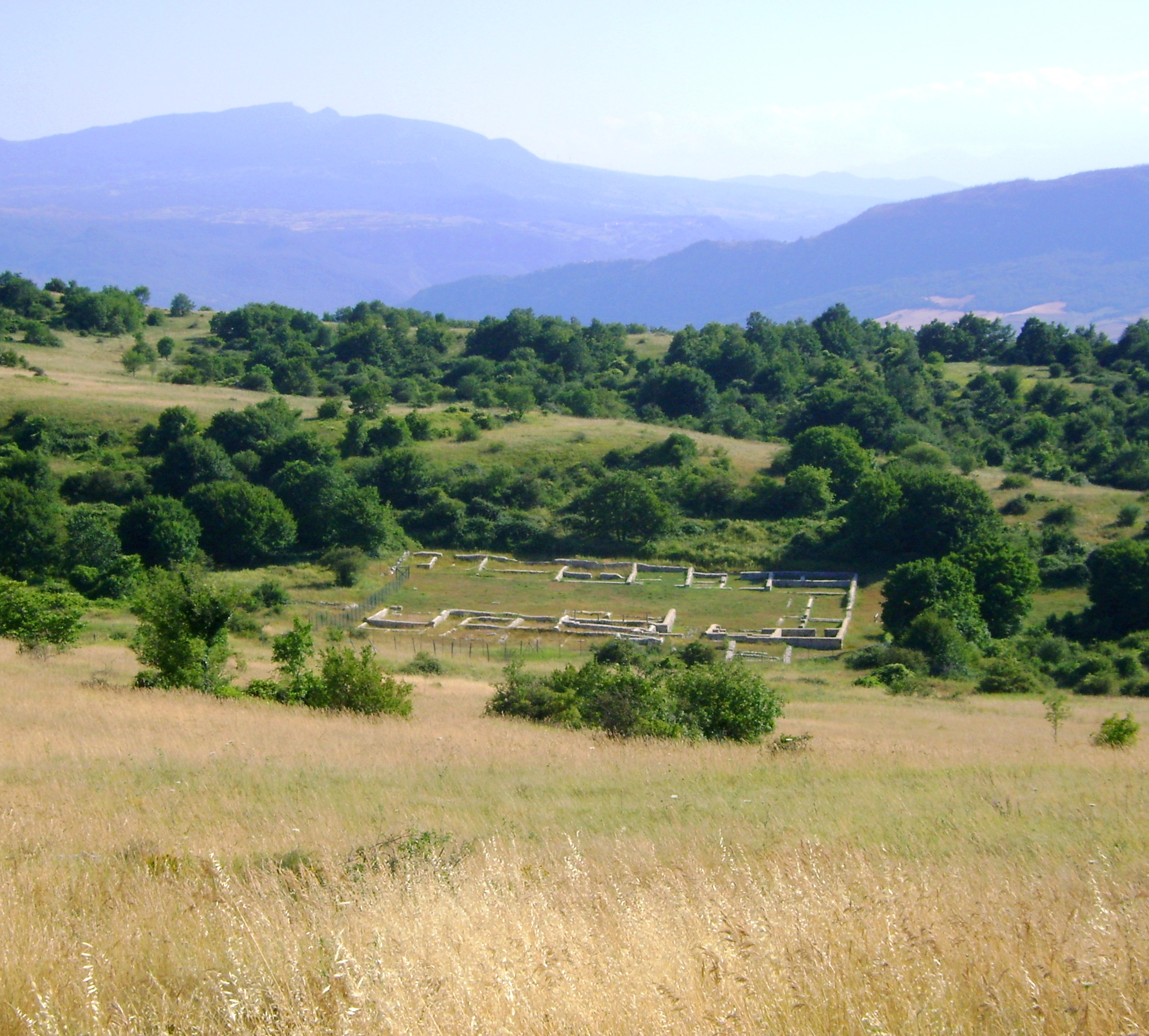
Zone de la colnie romaine

Le nom Pallanum apparaît pour la première fois dans la Table de Peutinger. Aux IVe et Ve siècles, il semble qu'elle ait été une station sur la route qui reliait Aternum (aujourd'hui Pescara) et Larinum (aujourd'hui Larino). Edward Bispham émet l'hypothèse que Pallanum est une ville d'origine samnite. À partir du Ier siècle av. J.-C., la population commença à décliner.
Au cours des fouilles archéologiques des années 1990, de nombreux matériaux en céramique et en pierre ont été apportés à Chieti , exposés au pensionnat national "Giambattista Vico" et au Musée archéologique national des Abruzzes.

## Description

### L'enceinte de Pallanum

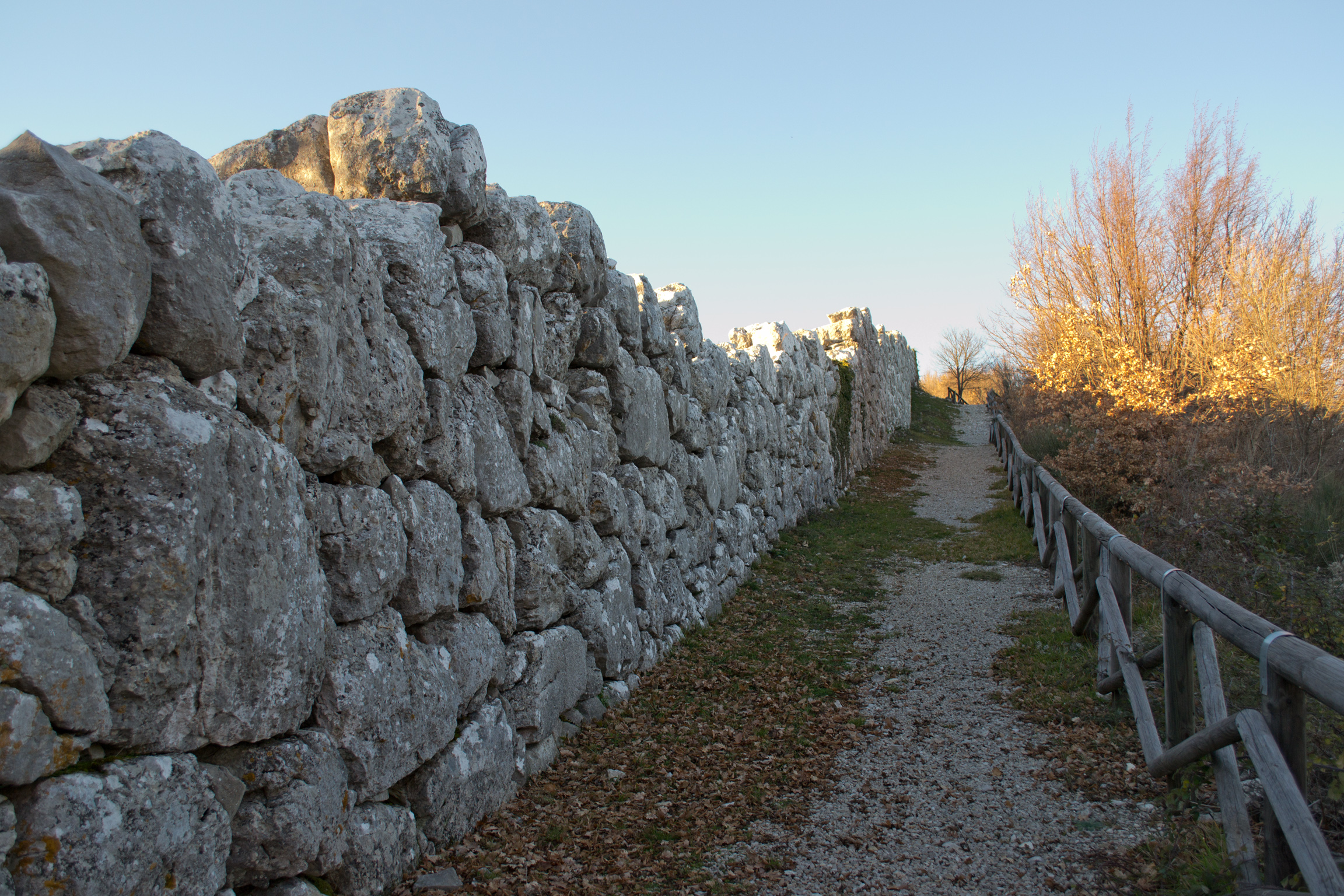
Les vestiges des murs de Pallanum

Vestiges des murs défensifs de l'ancienne ville de Pallanum
À l'est de l'établissement se dresse une ancienne et puissante muraille défensive construite à l'époque italique, dont il reste environ 160 m, d'une hauteur moyenne de 4 m et à l'origine entrecoupée de quatre portes, dont deux ont survécu : la Porta del Monte et la Porta Del Piano (cette dernière est couverte par une architrave). La Porta del Piano, large de 80 cm, est située dans la partie la plus haute du site, tandis que la Porta del Monte est située plus bas dans la vallée, où les blocs diminuent en taille, révélant une technique de construction différente. Les blocs utilisés sont en calcaire, proviennent de la même montagne et sont empilés à sec. Une légende raconte que les murs mégalithiques ont été construits par Charlemagne, en réalité ils ont été construits à l'époque italique entre les VIe et IIIe siècles av. J.-C..

### Période romano-hellénistique

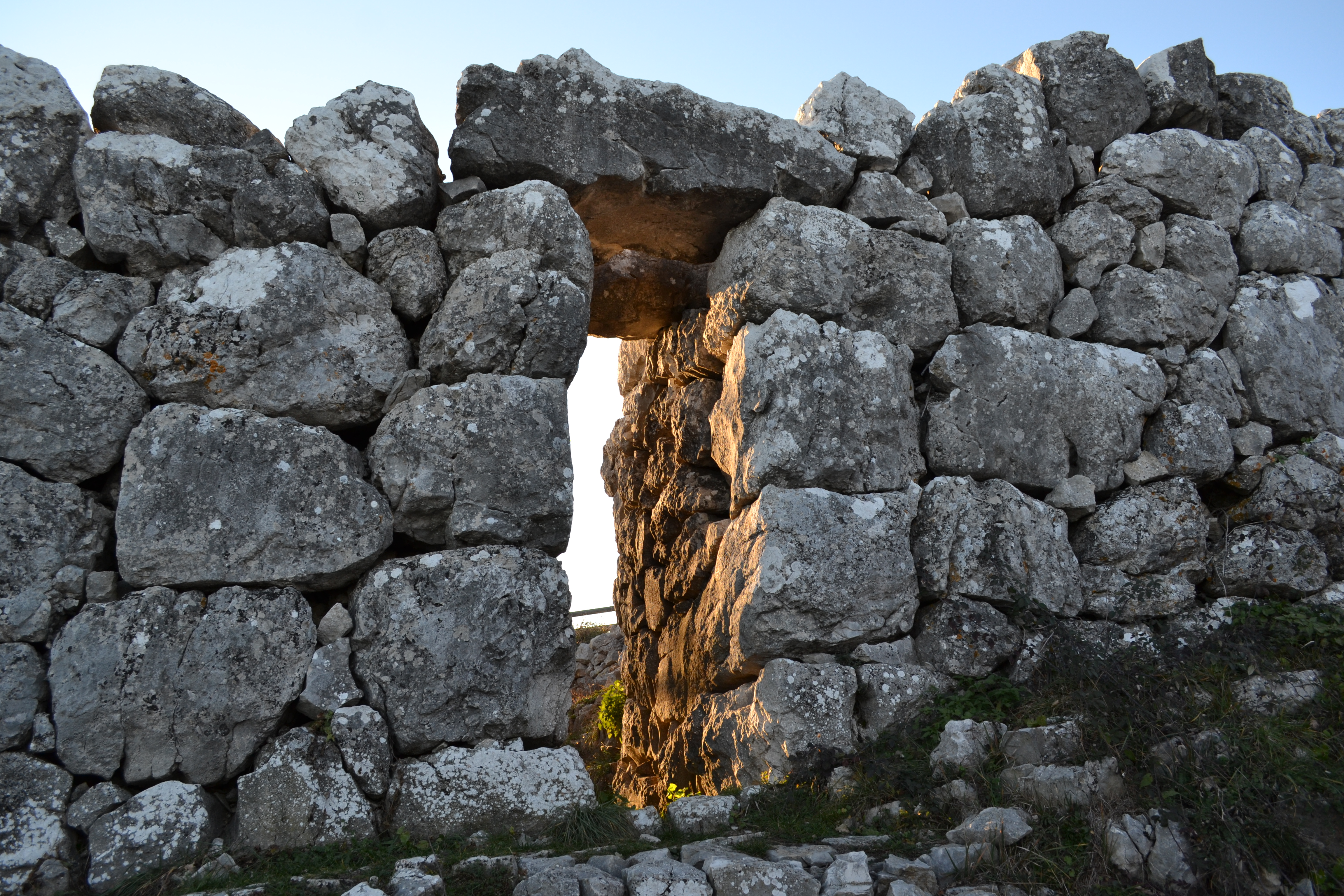
Porta del Piano

Dans une dépression légèrement inférieure, à l'ouest des murs mégalithiques, se trouvent les ruines d'un habitat de taille moyenne. Il est composé d'un complexe de bâtiments qui se développent autour d'un espace vide central. En outre, des tuiles en terre cuite, diverses pièces de monnaie de l'époque romaine mais surtout de nombreux objets en fer ont été découverts.
De nombreux murs sont en maçonnerie à pierres sèches, d'autres en pseudo-isodome. Les sols, en terre cuite, plâtre et pouzzolane, sont en opus signinum. Diverses différences de hauteur suggèrent diverses terrasses de la ville.

## Attestations historiographiques
Le prêtre et historien Domenico Romanelli (it) écrit :

« Les ruines vastes, vastes et surprenantes d'un ancien château peuvent être vues à cinq kilomètres d'Atessa vers midi. Sa forme était celle de la forteresse la plus imprenable [...] Toute l'extrémité, ou circonférence de la montagne, qui peut s'étendre sur environ cinq milles à la ronde, est entourée de murs et il y a aussi des vestiges de portes et de tours [.... ]
  De ce célèbre château de Frentano, nous ne trouvons aucun souvenir chez les géographes ou les historiens anciens. Il est marqué uniquement du nom de Pallanum dans la table de Peutingero entre Sangro et Istonio. [...] Une infinité d'écrivains du passé parlaient de Pallano, Biondo , Pacicchelli, Olstenio , mais mieux, que de ceux-ci, et d'autres écrivains, on tire quelques éclaircissements de l'existence de Pallano dans les vieux journaux des temps bas. [...] Dans un diplôme rapporté par Pollidoro, il est indiqué qu'Uberto, un prince lombard, a fait don de ce château au monastère de S. Stefano à Rivo Maris en 1006 . [...]
  On lit la même chose dans la chronique dudit monastère que j'ai conservée : Anno MVI. Ubertus vient devotionem magnam gerens S. Stephono donavit ejusdem ecclesiae Iohannì Abbati, et congregationi Monachorum castellanum de Pallano, cum hereditate sua in ipso castello . Dans la même chronique, il est rapporté qu'en 1081 Roberto, comte des comtes de Loritello , et son frère normand Drogone , venant au monastère susmentionné, firent don du cimetière de S. Comizio di Pallano à S. Stefano cum toto jure, et pertinentìa. sua .
  De tous ces souvenirs, il ressort clairement que le château de Pallano a existé jusqu'à l'époque des Normands , après quoi il est resté abandonné."
(Domenico Romanelli , Antica Topografia Istorica del Regno di Napoli , partie III, sect. VII., § 12, Pallanum, pp. 43-46 ) »